# فستوكة رقيقة الأوراق
الفستوكة رقيقة الأوراق نوع نباتي يتبع جنس الفستوكة من الفصيلة النجيلية.

## الوصف النباتي
النبات عشبي.